# 10e division d'infanterie (Corée du Nord)
Pour les articles homonymes, voir 10e division.
La 10e division d'infanterie de Corée du Nord est une division de l'armée populaire de Corée créée en 1950. Elle participa à la Guerre de Corée.